# Selbstbildnis als Zeuxis
Das Selbstbildnis als Zeuxis, auch bekannt als Selbstbildnis, lachend im Alter oder Selbstbildnis mit Malstock, ist ein Gemälde des niederländischen Malers Rembrandt van Rijn. Das Bild wurde vom Künstler um 1663 gemalt. Heute hängt es im Wallraf-Richartz-Museum in Köln.

## Bildbeschreibung
Das 82,5 × 65 cm große Gemälde zeigt ein Brustbildnis des Malers Rembrandt van Rijn im Halbprofil vor einem dunklen Hintergrund. In den nicht dargestellten Händen hält er einen nur vage erkennbaren Malstock, am linken Bildrand ist zudem ein Ausschnitt eines Porträts oder einer Statue erkennbar.
Der alte Mann im Vordergrund ist als einziges Objekt des Bildes stark ausgeleuchtet, vor allem das Gesicht und dort die Stirn ist stark erleuchtet. Er ist lachend mit halbgeöffnetem Mund und hochgezogenen Augenbrauen dargestellt. Der Dargestellte trägt eine Mütze auf dem Kopf sowie einen goldenen Schal über den Schultern. Den Hals ziert eine Kette mit einem großen, wertvoll erscheinenden Anhänger, zudem lässt ein Lichtblitz am linken Ohrläppchen auf einen goldenen Ohrstecker schließen. Die Haltung des Mannes ist leicht nach vorn gebückt und seine Blickrichtung ist auf den Betrachter des Bildes gerichtet.

## Entstehung und Deutung

### Unterschiedliche Deutungen
Früher wurde das Gemälde als Selbstbildnis als Demokrit angesehen, der lachend dem weinenden Heraklit gegenübersteht. Dieses Sujet sollte das Lachen und Weinen als die beiden konträren Reaktionen auf die chaotische Welt darstellen. Eine weitere Interpretation sieht in der Gestalt am Rand eine Herme des Gottes Terminus, der als Gott der Grenzsteine auch den Tod symbolisierte und in dieser Form in den Schriften des Erasmus von Rotterdam aufgegriffen wird. Entsprechend sollte das Porträt ein Memento mori, eine Art von Todesreflexion, darstellen; zugleich nahm man an, dass das Bild in Rembrandts Todesjahr 1669 entstanden sein sollte.

### Selbstporträt als Zeuxis

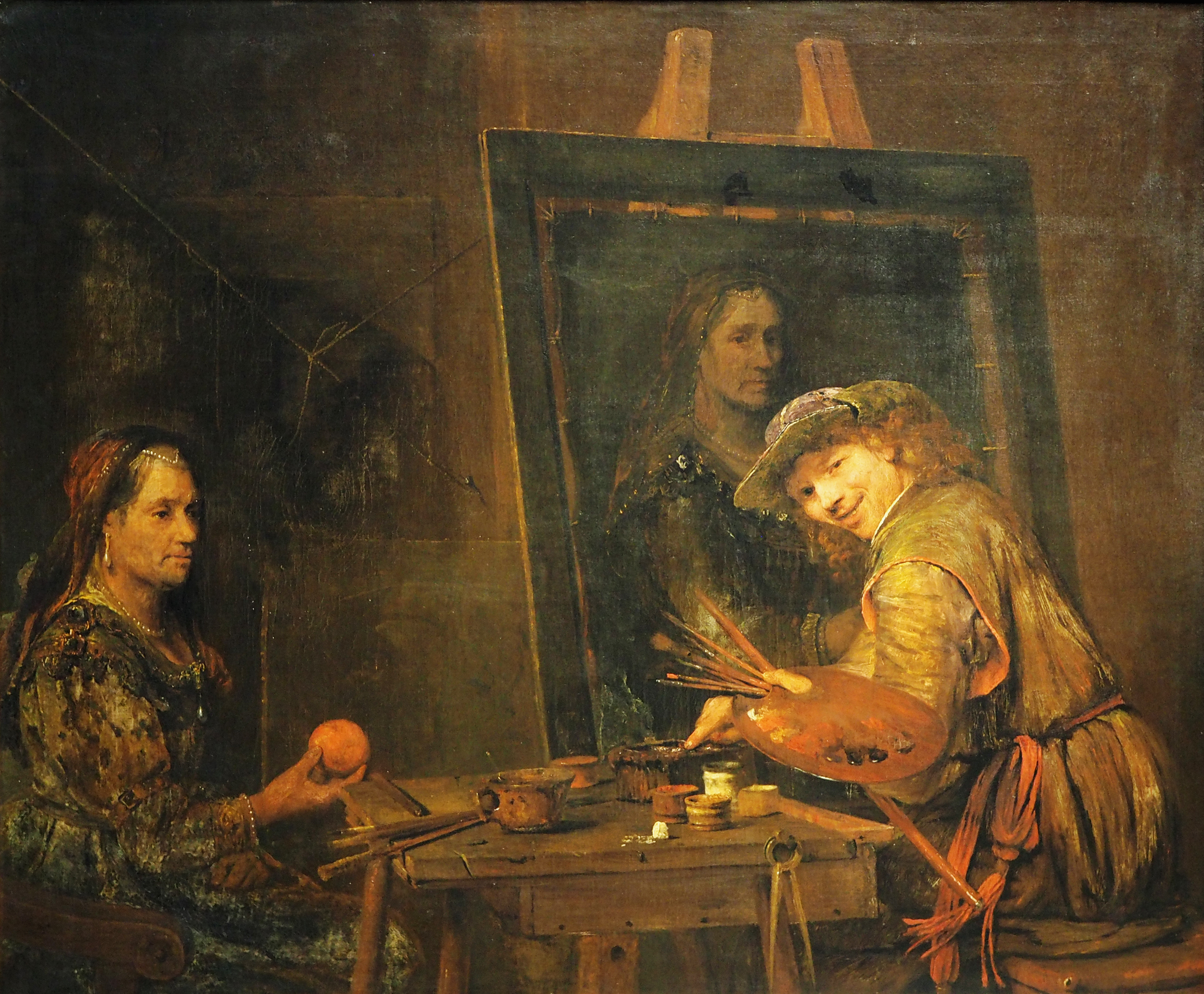
Arent de Gelder: Selbstbildnis als Zeuxis, 1685

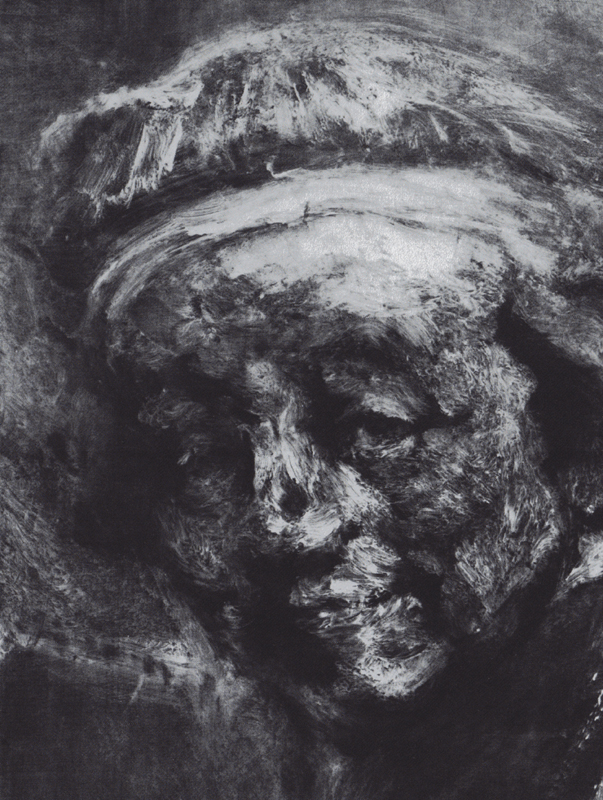
Detail der Röntgenaufnahme des Rembrandtgemäldes

Heute ist man sicher, dass das Bild bereits in den frühen 1660er Jahren entstand; datiert wird es auf 1663. Man geht heute zudem davon aus, dass Rembrandt sich in dem Gemälde als den klassischen Maler Zeuxis von Herakleia darstellte. Zeuxis war einer der berühmtesten und bedeutendsten Maler des antiken Griechenland. Er lebte gegen Ende des 5. und in der ersten Hälfte des 4. Jahrhunderts v. Chr. und wurde vor allem bekannt durch seinen Wettstreit mit Parrhasios, bei dem beide Maler versuchten, sich gegenseitig mit der Echtheitstäuschung ihrer Gemälde zu übertrumpfen. Außerdem war er bekannt für seinen Versuch, das perfekte Bild einer Frau zu malen, indem er die schönsten Körperteile verschiedener Frauen zum perfekten Körper kombinierte.
Die von Rembrandt gewählte Episode aus Zeuxis Leben betrifft allerdings das Ableben des historischen Malers. Es wird überliefert, dass Zeuxis sich zu Tode lachte, als er eine häßliche alte Frau porträtieren sollte. Zeuxis stirbt also an der Hässlichkeit und Eitelkeit der Person, die er porträtieren sollte. Diese steht offensichtlich dort, wohin er seinen Blick wendet, also exakt an der Position des Betrachters. Somit identifiziert er den Betrachter als die eitle Person, über die er seinen Lachanfall bekommt – der Maler lacht entsprechend den Betrachter aus und sieht sich ihm gegenüber als überlegen an. Die Überlegenheit dauert allerdings nur solang an, bis er in seinem Lachanfall stirbt. Die Ironie wird zur Selbstironie und er bzw. der dargestellte Zeuxis wird vom vermeintlich Weisen seines Bildes zum Narren.
Das Motiv des Zeuxis wurde von Rembrandts Schüler Arent de Gelder aufgegriffen und in einem eigenen Gemälde umgesetzt. De Gelder malte sich ebenfalls in der Pose des Zeuxis, steht allerdings vor der Staffelei mit dem bereits weit fortgeschrittenen Porträt. Auch das Modell, die alte Frau ist sichtbar, wodurch dem Betrachter in dieser Szene tatsächlich die Rolle eines Betrachters zugeordnet wurde.

„Bei de Gelder allerdings ist nicht nur das Bild einer alten Frau sichtbar, sondern auch das Modell. Bei Rembrandt hingegen nicht. Nun kugelt sich der Maler ja nicht wegen seines Bildes, sondern wegen der Realität, die er abzubilden hat. In diesem Sinne müssen wir bei Rembrandt wohl selbst jene Stelle in der Wirklichkeit außerhalb des Bildes besetzen, die das Zwerchfell des Malers derart kitzelt. Kurzum: Rembrandt lacht über seine Auftraggeber, seine Kundschaft – und durch die Jahrhunderte hindurch auch über uns. Ein alternder Maler, der in seiner Weisheit über die Welt in ihrer ganzen Eitelkeit lachen kann.“

Röntgenaufnahmen des Mundbereichs zeigen, dass der Maler in einer ersten Version nicht lachend, sondern nur lächelnd dargestellt wurde. Es ist entsprechend anzunehmen, dass er sich erst während der Arbeit an dem Gemälde entschloss, die Rolle des antiken Malers einzunehmen – über seine ursprüngliche Intention ist nichts bekannt.

## Einordnung in das Werk Rembrandts
Rembrandt van Rijn hat während seines Lebens etwa 90 Selbstporträts gemalt, beginnend von Darstellung im jugendlichen Alter bis hin zu verschiedenen Altersporträts. Das Selbstbildnis als Zeuxis ist eines der letzten und entstand nur sechs Jahre vor seinem Tod 1669 im Alter von etwa 57 Jahren. Bis heute gilt es als sein rätselhaftestes Porträt, da es sich von allen anderen und insbesondere seinen anderen Altersporträts sehr stark unterscheidet. Eine Einordnung in das Werk ist entsprechend schwierig und kann wahrscheinlich nur über die Betrachtung der Biographie Rembrandts verstanden werden.
Rembrandt war in seinen Selbstbildnissen grundsätzlich bemüht, seine Person in dem sehr positiven Licht des erfolgreichen Künstlers darzustellen. So entstanden regelmäßig Brustporträts, auf denen Rembrandt stolz und mit wertvollen Gewändern und Accessoires bestückt zu erkennen ist. Seine erste Lebenshälfte ist durch einen starken sozialen und wirtschaftlichen Aufstieg geprägt, innerhalb weniger Jahre wurde er zu einem der populärsten Maler des Goldenen Zeitalters der Niederlande. Ab 1638 endete dieser Aufstieg jedoch durch eine Reihe von persönlichen Schicksalen, indem nacheinander innerhalb weniger Jahre seine Tochter Cornelia (1638), seine Mutter und eine weitere Tochter (1640), die Schwester seiner Frau Titia (1641) und seine Frau Saskia selbst (1642) starben. 1656 folgte der wirtschaftliche Konkurs, obwohl er in den Folgejahren noch einige Bilder malte. Mit diesem Hintergrund könnte man die Wahl des Zeuxisbildes tatsächlich als Selbstironie betrachten – als Selbstreflexion eines Malers, der wenige Jahre vor seinem Tod seine eigene Überheblichkeit und Sterblichkeit erkannt hat.